# Simmersfeld
Simmersfeld è un comune tedesco di 2 210 abitanti, situato nel land del Baden-Württemberg.